# Paracles variabilis
Paracles variabilis là một loài bướm đêm thuộc phân họ Arctiinae, họ Erebidae.